# القاسم الشهرزوري
القاسم الشهرزوري (ت. 489هـ / 1096م) هو حاكم إربل، كما تولى سنجار مدة.
هو أبو أحمد القاسم بن المظفر بن علي الشهرزوري. وهو جد بيت الشهرزوري قضاة الشام والموصل والجزيرة ، وهم ينتسبون إليه كلهم. ولقد توفي في مدينة الموصل.